# Закон зональності
Зако́н зона́льності — закон сформульований В. В. Докучаєвим у 1898 році про закономірність будови геосфери, що виявляється в упорядкованому розташуванні географічних зон на суші і географічних поясів в океані.